# GAISH (小惑星)
GAISH (14789 GAISH) は小惑星帯に位置する小惑星。ロシアの女性天文学者、リュドミーラ・チェルヌイフがクリミア天体物理天文台で発見した。
モスクワ大学のシュテルンベルク天文研究所（ロシア語表記：Государственный астрономический институт имени Штернберга）の略称、ГАИШ = GAISh から命名された。